# 斯蒂芬广场

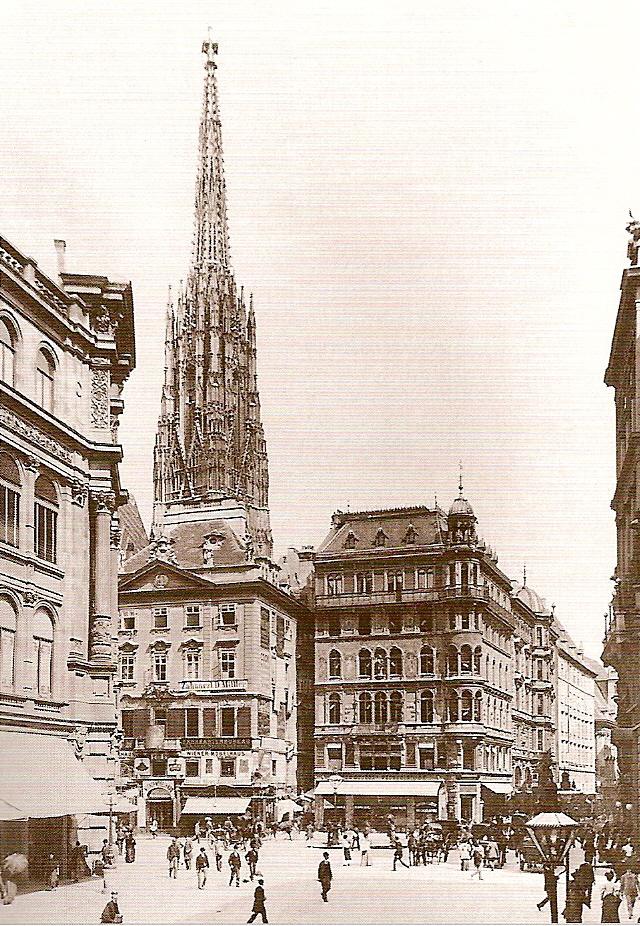
1895年，仍有一排房屋将Stock-im-Eisen广场与斯蒂芬广场隔开

斯蒂芬广场（Stephansplatz）是奥地利首都维也纳市中心的一个广场，得名于广场上的主要建筑斯蒂芬大教堂，这是天主教维也纳总教区的主教座堂，也是世界上最高的教堂之一。20世纪以前，一排房屋将斯蒂芬广场与 Stock-im-Eisen广场隔开，这排房屋拆除后，斯蒂芬广场的名称开始用于更大的区域。向西和向南，分别是高级购物街格拉本大街（Graben，意为沟）和克恩滕大街。斯蒂芬大教堂对面是Haas-Haus，汉斯·霍莱因设计的一片醒目的现代建筑。公众舆论起初对于 中世纪主教座堂与玻璃钢铁大厦的组合表示怀疑，现在却认为是新旧建筑如何和谐共处的范例 。